# Викрадачі трупів у Великій Британії
Викрадачі трупів у Великій Британії — люди, що викрадали з могил тіла нещодавно померлих людей у Великій Британії у XVIII-XIX ст. та передавали їх вченим для анатомічних досліджень.

## Історія
Попит на викрадення тіл створювали професори анатомії, хірурги та студенти медики, котрі намагалися вдосконалити свої знання з анатомії. На той час єдиними легальними органами для медичних розтинів були останки страчених злочинців. Тому попит перевищував пропозицію.
Вилучення трупів з могил було незаконним, адже не було жодного юридичного документу, котрий би встановив кому належить тіло після смерті людини. На той час незаконним було тільки розтинання трупів та крадіжка інших предметів з труни, але не викрадення самого тіла. Лікарі та студенти-медики, які купували трупи, мало цікавилися тим, звідки вони походять та кому належать, а тим, хто викрадав тіла було потрібно все, крім тіла в труні.

## Наукове підґрунтя
Проте в кінці XIX ст. анатомія, як наука, стала дуже популярною, тому у Великій Британії у 1832 р. був прийнятий Білль про анатомію, за яким дозволялося розтинати тіла померлих людей, з метою отримання анатомічних знань. А до цього часу розтинання, як правило, розглядалося як форма кримінального покарання, за яке страчували.

## Викрадачі трупів
Викрадачами трупів були не лише «професійні викрадачі», які займалися цією справою заради фінансової вигоди й викопували тіла померлих людей з кладовищ, подекуди це могли бути й самі студенти-медики, котрим були необхідні матеріали для досліджень. Почасти це були посередники, які підплачували церковним чиновникам та трунарям за трупи бідняків. Навіть могли бути випадкові люди, котрі натрапили на свіжу могилу і хотіли підзаробити.
Цілком ймовірно, що більшість тіл, що використовувались у медичних навчальних закладах Великої Британії у XVIII та на початку XIX століття, постачались професійними викрадачами тіл.

## Фінансова вигода
Викрадання трупів було прибутковою справою, за яку можна було отримати таку платню, яку отримував звичайний робітник за декілька місяців роботи. Хоча ця справа була дуже важкою та небезпечною, вона приносила чималий заробіток, тому охочих було багато. Викрадачам потрібно було дуже швидко, обережно й непомітно вилучити тіло, поки ніхто не розрив могилу до них і доставити у медичний заклад для досліджень. Тим більше, що не всім подобались такі дослідження на трупах, тому викрадачам загрожували ще й напади й фізична розправа так званих «невдоволених».